# Trzej muszkieterowie (film francuski 1921)
Trzej muszkieterowie (fr. Les Trois mousquetaires) – francuski niemy film krótkometrażowy z 1921 roku. Ekranizacja powieści Aleksandra Dumasa ojca pt. Trzej muszkieterowie.

## Obsada
- Aimé Simon-Girard – d’Artagnan
- Henri Rollan – Atos
- Charles Martinelli – Portos
- Pierre de Guingand – Aramis
- Pierrette Madd – Madame Bonacieux
- Jean Joffre – Madame Bonacieux
- Jeanne Desclos – królowa Anna Austriaczka
- Édouard de Max – kardynał Richelieu
- Claude Mérelle – Milady de Winter
- Henri Baudin – Rochefort
- Charles Dullin – Father Joseph
- Maxime Desjardins – Tréville
- Armand Bernard – Planchet
- Louis Pré Fils – Grimaud
- Antoine Stacquet – Bazin
- Marcel Vallée – Mousqueton